# Nyakaledonienmyzomela
Nyakaledonienmyzomela (Myzomela caledonica) är en fågel i familjen honungsfåglar inom ordningen tättingar.

## Utbredning och systematik
Fågeln förekommer i mangroveträsk och i skogar på Nya Kaledonien. Vissa behandlar den som underart till scharlakansmyzomela (M. sanguinolenta).

Nya Kaledoniens läge i regionen.

## Status
IUCN kategoriserar arten som livskraftig.